# Plaça de Mossèn Jacint Verdaguer
La plaça de Mossèn Jacint Verdaguer es troba al districte de l'Eixample, Barcelona. Està situada en la intersecció entre l'avinguda Diagonal, el passeig de Sant Joan i el carrer de Mallorca. Està dedicada a Jacint Verdaguer (Folgueroles, 1845 - Vallvidrera, 1902), un sacerdot i poeta, autor del poema L'Atlàntida.

## Història i descripció
Mossèn Cinto Verdaguer —com era anomenat habitualment— va ser un dels principals escriptors en llengua catalana i renovador de les lletres catalanes després d'una llarga etapa de decadència, en el període anomenat Renaixença. En morir l'insigne escriptor el 1902 se li va dedicar una plaça a Sarrià, llavors un municipi independent que el 1921 va ser agregat a Barcelona. Malgrat tot, el 1929 l'Ajuntament de Barcelona va canviar el nom de la plaça sarrienca per Carlos de Llar —actualment plaça de Vallvidrera—, i va donar el nom del poeta a la cruïlla entre la Diagonal i el passeig de Sant Joan. El nom de la plaça va ser aprovat el 30 de juliol de 1929.
El poeta té dedicat també a Barcelona els jardins de Mossèn Cinto Verdaguer, a Montjuïc.
En el seu subsòl es troba l'Estació de Verdaguer de les línies 4 i 5 del Metro de Barcelona.

## Monument a Mossèn Jacint Verdaguer
A la plaça es troba el monument a Mossèn Jacint Verdaguer (també conegut com El corb o La palmatòria), que és considerat com a Bé Cultural d'Interès Local (BCIL) en l'Inventari del Patrimoni Cultural català amb el codi 08019/1467. Realitzat entre 1914 i 1924, va ser obra de l'escultor Joan Borrell i Nicolau, en conjunció amb l'arquitecte Josep Maria Pericas. Borrell es va encarregar de la figura del poeta i les de la balustrada, i va comptar amb l'ajuda dels germans Miquel i Llucià Oslé per als relleus de la base.
A la plaça hi ha també una placa amb un fragment del poema L'emigrant de Verdaguer:
| « | Dolça Catalunya, / pàtria del meu cor, / quan de tu s'allunya, / d'enyorança es mor. | » |